# Central Tablelands
Las Central Tablelands de Nueva Gales del Sur son un área geográfica que se encuentra entre el área metropolitana de Sídney y las laderas y llanuras del oeste central. La Gran Cordillera Divisoria atraviesa las Central Tablelands de norte a sur e incluye las Montañas Azules. La región limita con Hunter, las Laderas y Llanuras del Oeste Central, las laderas del Suroeste, las mesetas del Sur, las laderas y llanuras del oesnoroeste, el área metropolitana de Sídney e Illawarra.
Varias carreteras estatales principales atraviesan las Central Tablelands, entre ellas la Great Western Highway, la Mitchell Highway, la Golden Highway, la Castlereagh Highway y la Mid-Western Highway. La principal línea ferroviaria occidental de Sídney atraviesa las Central Tablelands de este a oeste, inicialmente por la línea de las Montañas Azules y luego por la línea Main Western.
Las principales ciudades de las Central Tablelands, enumeradas por población, incluyen Orange, Bathurst, Lithgow, Mudgee, Blayney, Oberon, Gulgong y Portland .

## Historia
En mayo de 1813, los exploradores Blaxland, Wentworth y Lawson partieron para descubrir el interior oeste de Sídney, más allá de las Montañas Azules. El grupo escaló las montañas y, al llegar a la cima, continuó hacia el oeste hasta un punto que más tarde se denominó monte Blaxland, al sur de la actual localidad de Rydal. Así fue como los europeos accedieron por primera vez a la zona que hoy se conoce como las Central Tablelands. En noviembre de 1813, el gobernador Macquarie ordenó una segunda expedición dirigida por el topógrafo del Gobierno, George Evans. Esta segunda expedición llegó más lejos y alcanzó la zona que hoy se conoce como la ciudad de Bathurst. La ciudad de Orange fue bautizada por el explorador Thomas Mitchell y desde esta región partió hacia el sur acompañado por un guía local wiradjuri y el intérprete Turandurey.

## Geología y accidentes geográficos
La región de las Central Tablelands de Nueva Gales del Sur se encuentra en gran parte dentro de la zona tectónica del Cinturón Plegado de Lachlan .

### Parte oriental (que rodea Katoomba)
La parte oriental de las Central Tablelands abarca la zona conocida como las Montañas Azules, al oeste de la cuenca de Sídney. La zona está drenada por numerosos arroyos y ríos, entre ellos los ríos Cox, Jenolan, Kanangra y Kowmung, que a su vez desembocan en el sistema fluvial Hawkesbury - Nepean. Las Montañas Azules son una extensa meseta de arenisca del Triásico que se eleva hasta 1100 m cerca del Monte Victoria . Las Montañas Azules terminan en una línea de acantilados que va de norte a sur y que forman el límite oriental de los valles de Hartley, Kanimbla y Megalong.

### Parte occidental (alrededores de Bathurst)
La región de las Central Tablelands que rodea Bathurst está compuesta por dos componentes físicos: la Cuenca de Bathurst y las Mesetas. Están drenadas por los ríos Macquarie, Turon, Fish y Campbells al norte y por los ríos Abercrombie e Isabella al sur. La cuenca central de Bathurst se compone principalmente de suelos graníticos, mientras que en la zona norte predominan la arenisca, los conglomerados, la grauvaca, las limolitas, las calizas y los volcanes menores. La zona sur presenta una geología más compleja, con limolitas, areniscas, grauvacas, lutitas y sílex, intrusiones de basalto y granito, e incrustaciones de calizas y volcánicas. Subyacente a Bathurst se encuentra el granito de Bathurst (intruido en el período Devónico ), y en los montes Panorama y Stewart se encuentra el basalto.
La topografía de la región varía desde ligeramente ondulada hasta accidentada y muy empinada, aproximadamente a unos 30 kilómetros al este de Bathurst se encuentran las formaciones sedimentarias y metamorfoseadas plegadas y falladas de la Gran Cordillera Divisoria, que corre aproximadamente de norte a sur.

### Parte norte (que rodea Mudgee)
La zona que rodea Mudgee y Gulgong forma parte del margen nororiental del cinturón plegado de Lachlan. Esta zona septentrional está atravesada por el río Cudegong, que nace en las montañas de la Gran Divisoria y fluye hacia el oeste hasta desembocar en el sistema fluvial Murray-Darling. En la cabecera del valle, al este, se encuentran altas montañas de origen volcánico cubiertas por coladas de lava basáltica depositadas hace aproximadamente 17 millones de años. La montaña Nullo es la más extensa y el monte Coricudgy es el más alto, con 1256 metros. La zona montañosa del este ofrece un paisaje espectacular con picos de basalto, barrancos de arenisca y gargantas de selva tropical. Esta tierra alta desciende hacia el oeste hasta convertirse en amplias cuencas de tierras agrícolas. El río Cudgegong recoge los fértiles sedimentos volcánicos, enriquecidos con basalto, de las montañas y los deposita en las extensas tierras agrícolas aluviales del oeste.

## Clima

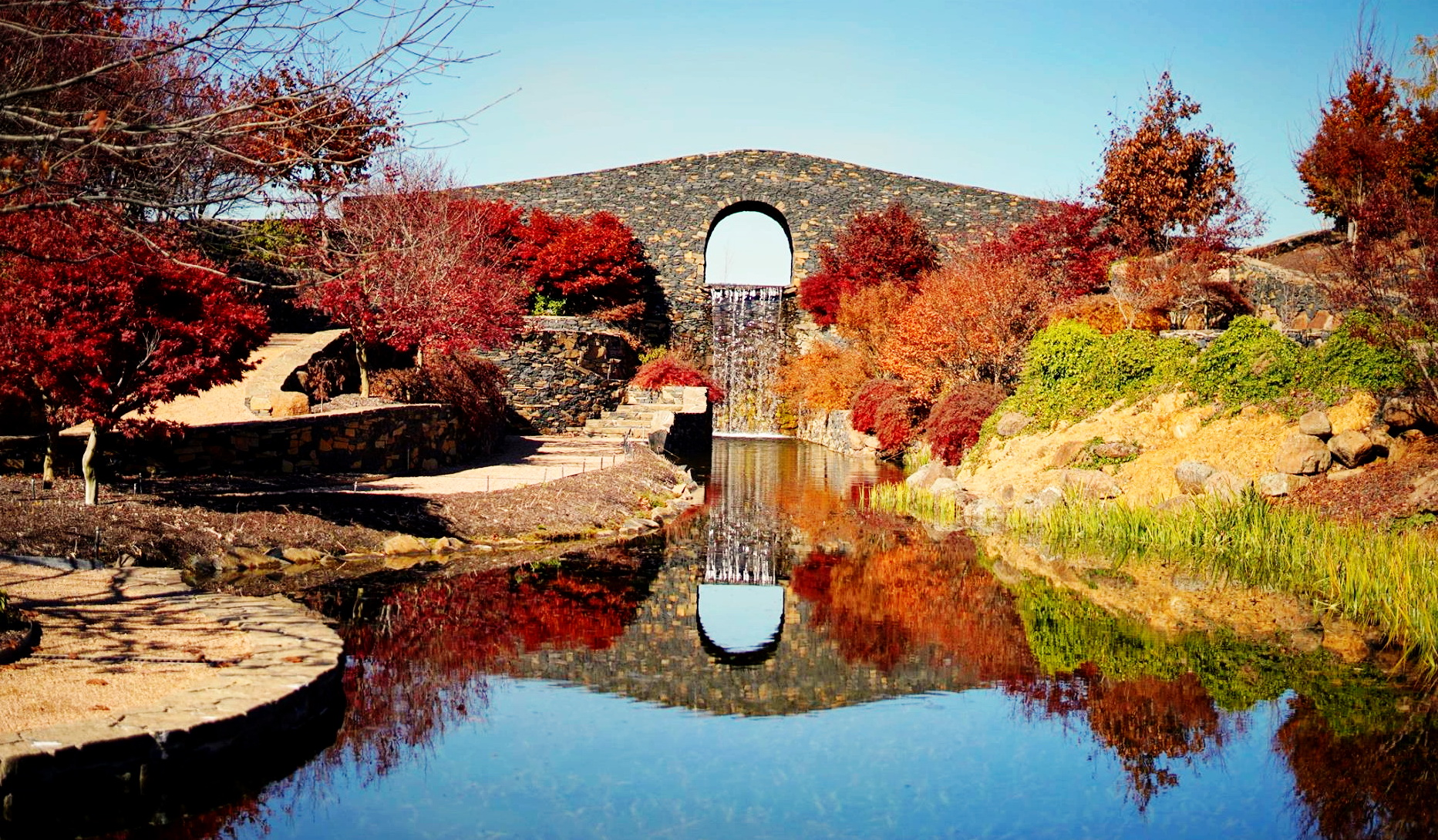
Jardín Mayfield (Oberon), en otoño

Debido a su ubicación y altitud (entre 450 y 1395 m s. n. m.), en las Central Tablelands hay cuatro estaciones bien diferenciadas. El verano puede ser bastante caluroso, con temperaturas que superan los 40 °C (104 °F) en los días más calurosos, aunque por la tarde suele refrescar y las noches rondan los 13 °C (55,4 °F). El otoño es la época en la que la región comienza a enfriarse. A partir de abril pueden producirse heladas y también pueden darse temperaturas por debajo de los 0 °C (32 °F). La región tiende a ser bastante ventosa en otoño y, a veces, las temperaturas diurnas apenas alcanzan los 18 °C (64,4 °F).
El invierno es la estación más fría, con temperaturas diurnas que apenas superan los 7 °C (44,6 °F). Cuando las masas de aire del suroeste atraviesan la región en las noches de invierno, la temperatura puede bajar hasta los −8 °C (17,6 °F), y la sensación térmica es mucho más fría. Las heladas intensas son frecuentes. En las zonas más altas, por encima de los 1000 m s. n. m., suele nevar varias veces cada invierno. La primavera es la estación en la que la temperatura comienza a subir, aunque a principios de esta todavía se producen heladas y, a veces, nevadas. A mediados de primavera, la temperatura puede alcanzar los 24 °C (75,2 °F) e incluso superarlos. En primavera, todos los cultivos y flores comienzan a crecer en las mesetas centrales. No obstante, las noches de primavera suelen ser más frías, con temperaturas que bajan de los 0 °C (32 °F).
Debido a su ubicación y altitud, entre 450 y 1395 m s. n. m., las Central Tablelands tienen cuatro estaciones. El verano puede ser bastante caluroso, con temperaturas superiores a los 40 °C (104 °F) en los días más calurosos, aunque las tardes en verano tienden a refrescarse y la mayoría de las noches de verano rondan los 13 °C (55,4 °F).
El otoño es cuando el distrito empieza a refrescarse. Alrededor de abril empiezan las heladas y las temperaturas bajan de 0 °C (32 °F). El distrito suele ser bastante ventoso en otoño y los días a veces tienen dificultades para alcanzar los 18 °C (64,4 °F).
El invierno es la estación más fría y las temperaturas diurnas luchan por superar los 7 °C (44,6 °F). Cuando las masas de aire del suroeste pasan por la región en las noches de invierno, la temperatura puede bajar hasta −8 °C (17,6 °F) y se siente mucho más frío. Las heladas severas son frecuentes durante el invierno. En las zonas más altas, por encima de los 1000 m s. n. m., se producen varias nevadas cada invierno.
La primavera es cuando la temperatura comienza a subir, aunque a principios de la primavera todavía se producen heladas y, a veces, nieve. A mediados de la primavera, la temperatura puede alcanzar los 24 °C (75,2 °F), a veces incluso más altas. Alrededor de la primavera, todos los cultivos y flores comienzan a crecer en la Meseta Central. Las noches de primavera aún suelen bajar de 0 °C (32 °F).
Las zonas más bajas suelen ser secas en cuanto a precipitaciones se refiere, pero la meseta de Oberon y sus alrededores son mucho más húmedos. Puede llover cualquier día del año, aunque las precipitaciones más intensas suelen producirse en torno al mes de octubre. La precipitación media anual del distrito oscila entre 600 y 1000 mm. Estas están sujetas a importantes variaciones anuales.
La temperatura más alta en las Central Tablelands fue de 44,7 °C (112,5 °F) en Bathurst Gaol, en enero de 1878. La temperatura más baja fue de −11,1 °C (12.0 °F) en Marrangaroo Defense, en julio de 2018.

## Denominación
Nueva Gales del Sur se puede dividir en cuatro amplios componentes geográficos:
- las regiones costeras que dan al mar de Tasmania en el este del Estado
- las tierras altas (mesetas elevadas) que forman parte de la Gran Cordillera Divisoria
- las laderas occidentales (interiores) de las tierras altas, que forman la principal región agrícola del Estado
- las áridas llanuras occidentales

Los cuatro componentes geográficos se dividen típicamente en áreas norte, central y sur según su ubicación relativa a Sídney .
- Costa Norte
- Costa Central
- Costa Sur
- Mesetas del Norte
- Mesetas centrales
- Mesetas del Sur
- Laderas del Noroeste
- Laderas del centro-oeste
- Laderas del suroeste
- Llanuras occidentales